# Amphipyra centralichinae
Amphipyra centralichinae är en fjärilsart som beskrevs av Embrik Strand 1921. Amphipyra centralichinae ingår i släktet Amphipyra och familjen nattflyn. Inga underarter finns listade i Catalogue of Life.